# 有馬豊長
有馬 豊長（ありま とよなが）は、江戸時代前期の旗本。

## 生涯
慶長6年（1601年）、摂津国三田藩主・有馬則頼の四男として誕生した。慶長11年（1606年）、6歳の時に人質として江戸に上り、徳川家康・秀忠に拝謁する。慶長18年（1613年）、兄・豊氏の所領である福知山に戻っている。大坂冬の陣・大坂夏の陣に際しては、豊氏に従っている。
元和2年（1616年）より徳川秀忠に出仕し、のちに御小姓役を務める。元和6年（1620年）、近江国蒲生郡内および武蔵国比企郡内に3000石を賜る。元和7年（1621年）、従五位下・出雲守に叙任。 3代将軍・徳川家光の日光参詣や上洛に供奉した。慶安4年（1651年）に家光が没すると、霊柩と共に日光に赴いている。
その後勤めを辞し、寄合に列した。延宝3年（1675年）4月15日、死去。享年75。麻布の曹渓寺に葬られ、以後代々の菩提寺となった。『寛政重修諸家譜』には4男3女が記載されている。跡は長男の則故が継いだ。